# 莫斯托夫斯基宮
莫斯托夫斯基宮 （波蘭語：Pałac Mostowskich）是波蘭華沙的一座18世紀宮殿建築。最初的莫斯托夫斯基宮修建於1762年至1765年期間，是一座巴洛克式建築。1823年至1824年，該建築被政府收購並重建為新古典主義風格建築。二戰期間該建築被毀。戰後莫斯托夫斯基宮得到重建。現在莫斯托夫斯基宮是華沙警察總部的所在地。

## 外部連結
- （波兰語） Pałac Mostowskich （页面存档备份，存于）
- （波兰語） warszawa1939 （页面存档备份，存于）, Pałac Mostowskich

52°14′45.73″N 20°59′56.49″E / 52.2460361°N 20.9990250°E